# Maria Eleonora di Brandeburgo
Marie Eleonora di Brandeburgo (Cölln, 1º aprile 1607 – Bad Kreuznach, 18 febbraio 1675) è stata una principessa del Brandeburgo e contessa palatina del Palatinato-Simmern, di cui fu reggente dal 1655 al 1658, tedesca.

## Biografia
Era l'unica figlia del principe elettore Gioacchino Federico di Brandeburgo (1546-1608) e della sua seconda moglie Eleonora di Hohenzollern (1583-1607), figlia del duca Alberto Federico di Prussia. Rimasta orfana in tenera età, crebbe con lo zio Cristiano.
Sposò il 4 dicembre 1631 a Cölln sulla Sprea il conte palatino Luigi Filippo di Simmern-Kaiserslautern (1602-1655), fratello del re Federico V del Palatinato. Nella primavera del 1632 dopo la liberazione del Palatinato operata dagli svedesi, la coppia vi si trasferì, essendone stata affidata l'amministrazione a Luigi Filippo. Questi venne poi espulso nel 1635 dalle truppe imperiali e la coppia visse per diversi anni in esilio a Metz ed a Sedan.
Dopo la morte di Luigi Filippo, il nipote Carlo Luigi sostenne la propria candidatura a reggente del Palatinato-Simmern, ma Maria Eleonora, descritta come donna energica, s'oppose ai suoi disegni, con il sostegno del suo pronipote, il principe elettore Federico Guglielmo di Brandeburgo, sinché l'imperatore Ferdinando III la confermò il 6 luglio 1655 reggente del principato.
Fu una sostenitrice del teologo Johannes Cocceius, con cui intrattenne una fitta corrispondenza.
Maria Eleonora visse a Kaiserslautern, e sopravvisse a tutti i suoi figli, assistendo in tal modo all'estinzione della linea del Palatinato-Simmers, i cui domini tornarono al Palatinato.
È sepolta nella chiesa di Santo Stefano a Simmern. Il suo motto fu: "Dio è il mio conforto e fiducia."

## Discendenza
Maria Eleonora ebbe sette figli, di cui solo due raggiunsero l'età adulta:
- Carlo Federico (1633–1635)
- Gustavo Luigi (1634–1635)
- Carlo Filippo (1635–1636)
- Luigi Casimiro (1636–1652)
- Elisabetta Maria Carlotta (1638–1664), sposò nel 1660 il duca Giorgio III di Brieg (1611–1664)
- Luigi Enrico Maurizio (1640–1674), conte del Palatinato-Simmern, sposò nel 1666 la principessa Maria d'Orange (1642–1688)
- Luisa Sofia Eleonora (1642–1643)

## Ascendenza
|                                     |                      |                                   | Genitori                          |  |  | Nonni |  |  | Bisnonni                     |  |  | Trisnonni                   |  |
|                                     |                      |                                   |                                   |  |  |       |  |  | Gioacchino II di Brandeburgo |  |  | Gioacchino I di Brandeburgo |  |
|                                     |                      |                                   |                                   |  |  |       |  |  | Gioacchino II di Brandeburgo |  |  | Gioacchino I di Brandeburgo |  |
|                                     |                      | Elisabetta di Danimarca           |                                   |  |  |       |  |  | Gioacchino II di Brandeburgo |  |  |                             |  |
| Giovanni Giorgio di Brandeburgo     |                      |                                   |                                   |  |  |       |  |  | Gioacchino II di Brandeburgo |  |  |                             |  |
|                                     |                      | Maddalena di Sassonia             | Giorgio di Sassonia               |  |  |       |  |  |                              |  |  |                             |  |
|                                     |                      | Maddalena di Sassonia             | Giorgio di Sassonia               |  |  |       |  |  |                              |  |  |                             |  |
|                                     |                      | Maddalena di Sassonia             | Barbara Jagellona                 |  |  |       |  |  |                              |  |  |                             |  |
| Gioacchino Federico di Brandeburgo  |                      | Maddalena di Sassonia             |                                   |  |  |       |  |  |                              |  |  |                             |  |
|                                     |                      | Federico II di Legnica            | Federico I di Legnica             |  |  |       |  |  |                              |  |  |                             |  |
|                                     |                      | Federico II di Legnica            | Federico I di Legnica             |  |  |       |  |  |                              |  |  |                             |  |
|                                     |                      | Federico II di Legnica            | Ludmilla di Podebrad              |  |  |       |  |  |                              |  |  |                             |  |
| Sofia di Legnica                    |                      | Federico II di Legnica            |                                   |  |  |       |  |  |                              |  |  |                             |  |
|                                     |                      | Sofia di Brandeburgo-Ansbach      | Federico I di Brandeburgo-Ansbach |  |  |       |  |  |                              |  |  |                             |  |
|                                     |                      | Sofia di Brandeburgo-Ansbach      | Federico I di Brandeburgo-Ansbach |  |  |       |  |  |                              |  |  |                             |  |
|                                     |                      | Sofia di Brandeburgo-Ansbach      | Sofia di Polonia                  |  |  |       |  |  |                              |  |  |                             |  |
| Maria Eleonora di Brandeburgo       |                      | Sofia di Brandeburgo-Ansbach      |                                   |  |  |       |  |  |                              |  |  |                             |  |
|                                     | Alberto I di Prussia | Federico I di Brandeburgo-Ansbach |                                   |  |  |       |  |  |                              |  |  |                             |  |
|                                     | Alberto I di Prussia | Federico I di Brandeburgo-Ansbach |                                   |  |  |       |  |  |                              |  |  |                             |  |
|                                     | Alberto I di Prussia | Sofia di Polonia                  |                                   |  |  |       |  |  |                              |  |  |                             |  |
| Alberto Federico di Prussia         | Alberto I di Prussia |                                   |                                   |  |  |       |  |  |                              |  |  |                             |  |
|                                     |                      | Anna Maria di Brunswick-Lüneburg  | Eric I di Brunswick-Lüneburg      |  |  |       |  |  |                              |  |  |                             |  |
|                                     |                      | Anna Maria di Brunswick-Lüneburg  | Eric I di Brunswick-Lüneburg      |  |  |       |  |  |                              |  |  |                             |  |
|                                     |                      | Anna Maria di Brunswick-Lüneburg  | Elisabetta di Brandeburgo         |  |  |       |  |  |                              |  |  |                             |  |
| Eleonora di Prussia                 |                      | Anna Maria di Brunswick-Lüneburg  |                                   |  |  |       |  |  |                              |  |  |                             |  |
|                                     |                      | Guglielmo di Jülich-Kleve-Berg    | Giovanni III di Kleve             |  |  |       |  |  |                              |  |  |                             |  |
|                                     |                      | Guglielmo di Jülich-Kleve-Berg    | Giovanni III di Kleve             |  |  |       |  |  |                              |  |  |                             |  |
|                                     |                      | Guglielmo di Jülich-Kleve-Berg    | Maria di Jülich-Berg              |  |  |       |  |  |                              |  |  |                             |  |
| Maria Eleonora di Jülich-Kleve-Berg |                      | Guglielmo di Jülich-Kleve-Berg    |                                   |  |  |       |  |  |                              |  |  |                             |  |
|                                     |                      | Maria d'Austria                   | Ferdinando I d'Asburgo            |  |  |       |  |  |                              |  |  |                             |  |
|                                     |                      | Maria d'Austria                   | Ferdinando I d'Asburgo            |  |  |       |  |  |                              |  |  |                             |  |
|                                     |                      | Maria d'Austria                   | Anna Jagellone                    |  |  |       |  |  |                              |  |  |                             |  |
|                                     |                      | Maria d'Austria                   |                                   |  |  |       |  |  |                              |  |  |                             |  |